# Powiat Czadca
Powiat Czadca (słow. okres Čadca) – słowacka jednostka podziału administracyjnego znajdująca się w kraju żylińskim. Powiat Czadca zamieszkiwany był przez 92 843 obywateli (w roku 2001), zajmuje obszar 761 km². Średnia gęstość zaludnienia wynosi 122 osób na km². 
Powiat obejmuje tereny położone w dolinie górnej Kisucy oraz jej dopływów: Čierňanki, Oszczadnicy i Bystricy. Są to tereny górzyste, rozdzielone pomiędzy następujące grupy górskie: Beskid Morawsko-Śląski na północnym zachodzie, Beskid Żywiecko-Kisucki na północnym wschodzie, Góry Kisuckie na południowym wschodzie i Jaworniki na południowym zachodzie. Północną granicę powiatu wyznacza granica państwowa słowacko-polska (w części wschodniej) i słowacko-czeska (w części zachodniej).
Miasta: Krásno nad Kysucou, Turzówka oraz powiatowe Czadca.
Przez teren powiatu przebiega ważna linia kolejowa Żylina - Czeski Cieszyn (dawna Kolej Koszycko-Bogumińska) z odgałęzieniem do Żywca przez Zwardoń a także autostrada D3 w kierunku granicy polskiej w Skalitem i droga krajowa nr 11 w kierunku granicy z Czechami w Świerczynowcu.
Na terenie powiatu mieszkają Górale Czadeccy. Jego północno-wschodnia część stanowi polską wyspę językową na Słowacji. Zwany jest potocznie Czadeckie lub Ziemia Czadecka.